# イヨテツスポーツセンター
イヨテツスポーツセンターは愛媛県松山市にあるスポーツ施設である。

## 概要
伊予鉄グループの伊予鉄不動産が運営しており、1966年12月に開場した。6月から9月まではプールとなり、10月から5月までスケートリンクに代わる。愛媛県では唯一のスケートリンクとして、一般客だけでなく、冬季国民体育大会のアイスホッケー四国ブロック大会やスケートの強化選手として使用している。
その他には保育園も備えている。
開業の1ヶ月前に愛媛県スケート連盟が設立、イヨテツスピードクラブ・イヨテツフィギュアクラブ・イヨテツアイスホッケークラブを作り、愛媛県カーリング協会など約150人が協議登録としている。開業当初はスケート選手の育成として見据えた。
2022年11月1日、伊予鉄グループは少子高齢化による利用客の減少や、維持管理コストの上昇などからやむを得なく施設を2027年1月を目処に営業終了すると発表した